# Гази Гюмюштегин
Гази Гюмюштегин (тур. Gazi Gümüştekin; ? — 1104) — второй правитель государства Данишмендидов, сын Данишменда Гази.
Гюмюштегин использовал в 1086 году борьбу сельджуков после смерти сельджукского анатолийского султана Сулеймана ибн Кутулмыша, чтобы стать независимым правителем. Он расширил территории, воспользовавшись борьбой между анатолийскими и сирийскими сельджуками. Гюмюштегин правил Сивасом, долиной Ириса, Токатом, Команой, Амасьей, Никсаром и Чанкыры. Он контролировал путь от Анкары до Кайсери.
Гюмюштегин и султан Кылыч-Арслан I соперничали из-за желания захватить Малатью, но объединялись против крестоносцев. Сельджуки проиграли у Никеи и при Дорилее в 1097 году, но в 1101 году они разгромили три армии крестоносцев под Мерзифоном, у Коньи и под Эрегли.
Гюмюштегин Гази пленил князя Антихии Боэмунда, но освободил его за выкуп и заключил с ним союз против Кылыч-Арслана I.

## Проблема идентификации
Данишменд Ахмед Гази был одним из командиров Альп-Арслана в битве при Манцикерте. Его сына, по словам Ибн аль-Асира, звали Гюмюштегин, сын Данишменда.  Путаница в источниках крестоносцев привела к тому, что Гюмюштегин и Данишменд Ахмед Гази стали рассматриваться как один и тот же человек, правиший эмиратом до 1104/5 года. У Матвея Эдесского есть запись, что в 1104 году умер Данишман, великий эмир греческих стран. Бар-Эбрей писал, что Данишменд-бей умер в 1105 году, однако ранее, описывая события 1102 года, автор трижды называет эмира «сын Данышменда».
Российский медиевист ориенталист Д. Е. Еремеев, российский тюрколог В. Запорожец, турецкий исследователь М. Кешик и И. Меликофф считали одним лицом Данишменда Гази и Гюмюштегина Гази. Еремеев называл его Гюмюштегин Ахмед Гази.
Согласно другому подходу, Гюмюштегин Гази — это тот же человек, что и Мелик Гази. В. Гордлевский, Ф. Успенский, А. Мордтман, Т. Райс, С. Рансимен, К. Босуорт и турецкий историк М. Кешик полагали, что Мелик Гази и его отец Гюмюштегин Гази — одно лицо. Они называли его Гюмюштегин Ахмед Мелик Гази, Гюмюштегин Мелик Гази или Амир Гази Гюмюш-тегин. Некоторыми историками указывается, что этот человек правил до 1134 года. Гордлевский и Успенский писали, что Ахмед правил в 1083—1106 годах.
Р. Шукуров называл Гюмюштегином Гази того Данышмендида, который правил в 1104—1134 годах, его историк называл основателем династии.
Основываясь на греческой монете Гюмюштегина, датированной 1084/85 годом, османский и турецкий историк Ахмед Тевхид Улусой (1868—1940) утверждал, что в этом году Данишменд Ахмед Гази умер, а Гюмюштегин стал главой княжества Данишмендидов.
По словам турецкого историка М. Демира, всех правителей династии часто называли Данишменд, например, Никита Хониат называл Данишмендом Мухаммеда, сына Мелика Гази.

## Биография

### Начало правления
Гюмюштегин Гази был сыном основателя эмирата Данышмендидов (или Данышмендов) Данишменда Гази и наследовал отцу после его смерти, вероятно, в 1085 году.
В правление Гюмюштегина Гази династия стала более могущественной, чем при его отце. Сначала Данышмендиды правили в Сивасе. Когда Данишмендиды появились в хрониках Первого крестового похода (при Гюмюштегине), они уже владели Сивасом, долиной Ириса, Токатом, Команой, Амасьей, Никсаром и Чанкыры. Они контролировали путь от Анкары до Кайсери, города черноморского побережья платили им дань.
Данишмендиды впервые упоминаются в хрониках (у Матвея Эдесского) в связи с походом султана Кылыч-Арслана I против Малатьи в 1096/97 году. Победа Кылыч-Арслана у Цивитота 21 октября 1096 года над первыми крестоносцами заставила султана переоценить свои силы и недооценить опасность крестоносцев. Не узнав о количестве и силе новых армий крестоносцев, султан послал всю свою армию зимой 1097 года, чтобы захватить Малатью, которая находилась на одной из двух дорог из Анатолии в Иран. Владевший городом мог контролировать Верхнюю Месопотамию. Кылыч-Арслан оставил Никею и отправился к Малатье, стремясь опередить Данышмендидов. Город находился в руках армянского правителя Гавриила, получившего от великого сельджукского султана Мелик-шаха разрешение на правление. Кылыч-Арслан собирался осадить и разрушить Малатью, но получил известие о том, что армия крестоносцев идет на Никею. Кылыч-Арслан снял осаду Малатьи и немедленно отправился в путь. У Никеи армия Кылыч-Арслана потерпела поражение из-за численного превосходства крестоносцев.
Несмотря на конфликт Гюмюштегина Гази и Кылыч-Арслана, когда султану стало известно, что крестоносцы продвигаются к Дорилею, он вызвал на помощь Гюмюштегина Гази. Опасность привела к временному примирению между ними. Отбросив свои разногласия и объединив силы, они расположились неподалёку от Дорилеи. В произошедшей 30 июня 1097 года битве сначала перевес был на стороне сельджуков, но в итоге победа осталась за крестоносцами.

### Пленение Боэмунда
После битвы Гюмюштегин, главной целью которого долгое время был захват Малатьи, осадил город. Согласано Альберту Аахенскому, правитель города Гавриил призвал на помощь своего соседа, Боэмунда из Антиохии, который с 300 рыцарями двинулся к Малатье. Об этом сын Данышменда узнал или от разведчиков, или от предателя и послал навстречу Боэмунду 500 туркменских лучников. Когда отряды встретились (июль-август 1100 года), то мобильные лучники легко поразили большинство рыцарей, неповоротливых в дневную летнюю жару. Боэмунд и Ричард Салернский были взяты в плен Гюмюштегином и заключены в тюрьму сначала в Сивасе, а затем в Никсаре. Но занять Малатью в этот раз Гюмюштегину не удалось, поскольку Балдуин Эдесский выступил к Малатье.

### Победа над тремя армиями крестоносцев
Воодушевление, вызванное в Европе успехом первого крестового похода, привело к организации нового крестового похода, более многочисленного, чем предыдущий. Его первая армия прибыла в Константинополь весной 1101 года и была переправлена в Малую Азию императором Алексеем. Крестоносцы обосновались в Никомедии. Узнав о пленении Боэмунда, они решили вызволить его и направились в центральную Анатолию. Ввиду новой угрозы Гюмюштегин и Кылыч-Арслан снова объединились. К ним примкнули бей Харрана Караджа, Артукид Балак бен Бехрам и сельджукский правитель Алеппо Рыдван. Союзники соединились у Чанкыры, куда крестоносцы прибыли 2 июля. Увидев сельджукские войска, они решили двинуться на Амасью и Никсар, но в августе Гюмюштегин, Кылыч-Арслан, Рыдван и эмир Харрана Караджа с 20 000 воинов разгромили их под Мерзифоном.
Когда Гюмюштегин Гази и Кылыч-Арслан узнали, что вторая армия крестоносцев прибыла в Анатолию, они снова объединились. Крестоносцы дошли до Коньи, безуспешно осадили город, но были разгромлены и с трудом добрались до Антиохии. В том же году Кылыч-Арслан, Гюмюштегин Гази и другие турецкие вожди нанесли под Эрегли поражение третьей армии крестоносцев, которой командовали граф Пуатье Гийом IX и герцог Баварии Вельф IV. По словам Вардана Аревелци, Гийом IX потребовал от византийского императора войска, которые «по внушению своего царя изменнически провели Бедевана через безводную пустыню; и, изнурив его таким образом, предали Данишману и войску Хелич-Аслана».

### Захват Малатьи и освобождение Боэмунда
После победы над крестоносцами Гюмюштегин вновь осадил Малатью. Жестокость Гавриила по отношению к жителям города вызвала возмущение людей, пострадавших от голода. После трёх лет осады 18 сентября 1102 года жители открыли ворота и сдали город Гюмюштегину. Гюмюштегин оказал людям помощь продовольствием, раздавал крестьянам семена и волов, обеспечивал мир и безопасность Малатьи.
Император Алексей Комнин, считавший Боэмунда своим самым опасным противником, предложил за него Гюмюштегину 260 000 золотых монет. Кылыч-Арслан I узнал об этом и потребовал, чтобы тот поделился с ним, но Гюмюштегин отказал. Кылыч-Арслан расторг их союз и вторгся на земли Данишменда со своими войсками. Гюмюштегин был очень расстроен таким ходом событий. Его жалобы дошли до Боэмунда, который воспользовался обстоятельствами, чтобы не быть переданным своему врагу императору. Боэмунд отговаривал Гюмюштегина Гази от союза с византийским императором, сулил помощь христианских князей и успешно подстрекал его против Кылыч-Арслана. В итоге в 1101/02 году Гюмюштегин Гази осадил новую столицу анатолийских сельджуков, Конью, и занял её.
Захват Малатьи Гюмюштегином обеспокоил Кылыч-Арслана. Однако, прежде чем вступить в борьбу с Данышмендидом, он решил воспользоваться заключением Боэмунда в Никсаре и двинуться на Антиохию. Для этого летом 1103 года Кылыч-Арслан заключил соглашение с правителем Алеппо Рыдваном.
Союз с христианскими правителями ближнего востока, предлагаемый Боэмундом Гюмюштегину, был заманчивым, но он не мог определиться и сказал, что обсудит это со своими советниками. Советники сочли предложение Боэмунда интересным. Боэмунд написал своим родственникам и друзьям, чтобы они собрали выкуп (в 100 000 безантов) и привезли его в Малатью. В мае 1103 года после передачи денег Гюмюштегин освободил Боэмунда и они заключили союз против Византии и Кылыч-Арслана. Об освобождении Боэмунда и его союзе с Гюмюштегином султан узнал по пути в Мараш. Это привело к очередному конфликту между Гюмюштегином и Кылыч-Арсланом и к бесполезности экспедиции в Антиохию. Султан прервал поход, двинулся на Гюмюштегина и разбил его. Кылыч-Арслан обратился к великому сельджукскому султану Баркияруку и сообщил, что «позорным союзом с неверными Данишменд не только оскорбил себя, но и запятнал Ислам».

### Последние годы
Согласно письмам Феофилакта дуке Трапезунда, тому в 1103—1104 годах удалось сдержать набеги Гюмюштегина на районы причерноморья.
У Гюмюштегина было 12 сыновей и, как минимум, одна дочь.
В 1104 году Гюмюштегин умер в Сивасе, и в эмирате Данышмендидов начался период борьбы сыновей Гази за трон.
Матвей Эдесский писал о нём: «В тот же год умер Данишменд, великий эмир страны римлян. Он был армянином по происхождению, добрым мужем, благодетелем для людей, сочувствующим христианской вере. И было великое горе среди христиан, что были под его правлением».